# Taijiquan famiglia Yang forma con la spada 67 movimenti
Il Taijiquan non ha molte armi. Principalmente si dividono in due gruppi: armi lunghe e corte.
Le armi corte sono la spada (in cinese 剑, in pinyin jiàn) e la sciabola in cinese 刀, in pinyin dāo).
La forma tradizionale Yang con la spada da 67 movimenti è attualmente insegnata dal maestro Yang Jun  come l'apprese da suo nonno  Yang Zhen Duo.   Yang Jun è attualmente direttore della  International Yang Family Tai Chi Chuan Association. 

## Durata
La forma con la spada 67 mosse, sequenza del Taijiquan Stile Yang, generalmente viene eseguita in 4 minuti.

## Nomi dei movimenti della spada
Quelli che seguono sono i nomi in cinese, in pinyin e tradotti in italiano, come usati dagli attuali insegnanti di Taijiquan della famiglia Yang.
|    | Nome in cinese | pinyin                     | Nome in italiano                                                   |
| 1  | 预备势         | yù bèi shì                 | Prepararsi                                                         |
| 2  | 起势           | qǐ shì                     | Dare il via all'energia                                            |
| 3  | 三环套月       | sān huán tào yuè           | Circondare la luna con tre anelli                                  |
| 4  | 魁星势         | kuí xīng shì               | L'Orsa Maggiore                                                    |
| 5  | 燕子抄水       | yàn zi chāo shuǐ           | La rondine cala sull'acqua                                         |
| 6  | 右边拦扫       | yòu biān lán săo           | Bloccare e spazzare, a destra                                      |
| 7  | 左边拦扫       | zuŏ biān lán săo           | Bloccare e spazzare, a sinistra                                    |
| 8  | 小魁星         | xiăo kuí xīng              | L'Orsa Minore                                                      |
| 9  | 燕子入巢       | yàn zi rù cháo             | La rondine torna al nido                                           |
| 10 | 灵猫捕鼠       | líng māo bŭ shŭ            | Il gatto cattura il topo con agilità                               |
| 11 | 凤凰抬头       | fèng huáng tái tóu         | La fenice solleva la testa                                         |
| 12 | 黄蜂入洞       | huáng fēng rù dòng         | La vespa entra nella caverna                                       |
| 13 | 凤凰右展翅     | fèng huáng yòu zhăn chì    | La fenice spiega l'ala destra                                      |
| 14 | 小魁星         | xiăo kuí xīng              | L'Orsa Minore                                                      |
| 15 | 凤凰左展翅     | fèng huáng zuŏ zhăn chì    | La fenice spiega l'ala sinistra                                    |
| 16 | 等鱼势         | děng yú shì                | Aspettare il pesce/Lanciare la canna da pesca                      |
| 17 | 右龙行势       | yòu lóng xíng shì          | Il drago cammina a destra/frugare l'erba per cercare il serpente   |
| 18 | 左龙行势       | zuŏ lóng xíng shì          | Il drago cammina a sinistra/frugare l'erba per cercare il serpente |
| 19 | 右龙行势       | yòu lóng xíng shì          | Il drago cammina a destra/frugare l'erba per cercare il serpente   |
| 20 | 怀中抱月       | huái zhōng bào yuè         | Abbracciare la luna                                                |
| 21 | 宿鸟投林       | sù niăo tóu lín            | Gli uccelli per la notte si sistemano nella foresta                |
| 22 | 乌龙摆尾       | wū lóng băi wěi            | Il drago nero agita la coda                                        |
| 23 | 青龙出水       | qīng lóng chū shuǐ         | Il drago verde esce dall'acqua                                     |
| 24 | 风卷荷叶       | fēng juăn hé yè            | Il vento avvolge il fiore di loto nelle foglie                     |
| 25 | 左狮子摇头     | zuŏ shīzi yáo tóu          | Il leone scuote la testa, sinistra                                 |
| 26 | 右狮子摇头     | yòu shīzi yá tóu           | Il leone scuote la testa, destra                                   |
| 27 | 虎抱头         | hŭ bào tóu                 | La tigre si abbraccia la testa                                     |
| 28 | 野马跳涧       | yě mă tiào jiàn            | Il cavallo selvaggio salta il torrente montano                     |
| 29 | 勒马势         | lè mă shì                  | Tirare le briglie al cavallo                                       |
| 30 | 指南针         | zī nán zhēn                | La bussola                                                         |
| 31 | 左迎风掸尘     | zuŏ yíng fēng dăn chén     | Spazzolare la polvere nel vento, a sinistra                        |
| 32 | 右迎风掸尘     | yòu yíng fēng dăn chén     | Spazzolare la polvere nel vento, a destra                          |
| 33 | 左迎风掸尘     | zuŏ yíng fēng dăn chén     | Spazzolare la polvere nel vento, a sinistra                        |
| 34 | 顺水推舟       | shùn shuǐ tuī zhōu         | Spingere la barca seguendo la corrente                             |
| 35 | 流星赶月       | liú xīng găn yuè           | La meteora caccia la luna                                          |
| 36 | 天马飞瀑       | tiān mă fēi bào            | Il destriero celeste vola sulla cascata                            |
| 37 | 挑帘势         | tiăo lián shì              | Alzare il sipario                                                  |
| 38 | 左车轮         | zuŏ chē lún                | La ruota, a sinistra                                               |
| 39 | 右车轮         | yòu chē lún                | La ruota, a destra                                                 |
| 40 | 燕子衔泥       | yàn zi xián ní             | La rondine porta fango nel becco                                   |
| 41 | 大鹏展翅       | dà péng zhăn chì           | Il grande roc spiega le ali                                        |
| 42 | 海底捞月       | hăi dĭ lāo yuè             | Tirar fuori la luna dal fondo del mare                             |
| 43 | 哪吒探海       | nă zhà tàn hăi             | Naza esplora l'oceano                                              |
| 44 | 犀牛望月       | xī niú wàng yuè            | Il rinoceronte guarda la luna                                      |
| 45 | 射雁势         | shè yàn shì                | Cacciare l'oca selvaggia                                           |
| 46 | 青龙现爪       | qīng lóng xiàn zhuă        | Il drago verde mostra gli artigli                                  |
| 47 | 凤凰双展翅     | fèng huáng shuāng zhăn chì | La fenice spiega entrambe le ali                                   |
| 48 | 左跨拦         | zuŏ kuà lán                | Scavalcare e bloccare, a sinistra                                  |
| 49 | 右跨拦         | yòu kuà lán                | Scavalcare e bloccare, a destra                                    |
| 50 | 射雁势         | shè yàn shì                | Cacciare l'oca selvaggia                                           |
| 51 | 白猿献果       | bái yuán xiàn guŏ          | La scimmia bianca offre la frutta                                  |
| 52 | 右落花势       | yòu luò huā shì            | Cadono fiori, a destra                                             |
| 53 | 左落花势       | zuŏ luò huā shì            | Cadono fiori, a sinistra                                           |
| 54 | 右落花势       | yòu luò huā shì            | Cadono fiori, a destra                                             |
| 55 | 左落花势       | zuŏ luò huā shì            | Cadono fiori, a sinistra                                           |
| 56 | 右落花势       | yòu luò huā shì            | Cadono fiori, a destra                                             |
| 57 | 玉女穿梭       | yù nǚ chuān suō            | La dama di giada lancia la spola                                   |
| 58 | 白虎搅尾       | bái hŭ jiăo wěi            | La tigre bianca agita la coda                                      |
| 59 | 虎抱头         | hŭ bào tóu                 | La tigre si abbraccia la testa                                     |
| 60 | 鱼跳龙门       | yú tiào lóng mén           | Il pesce salta la porta del drago                                  |
| 61 | 左乌龙搅柱     | zuŏ wū lóng jiăo zhù       | Il drago nero si attorciglia intorno al palo, a sinistra           |
| 62 | 右乌龙搅柱     | yòu wū lóng jiăo zhù       | Il drago nero si attorciglia intorno al palo, a destra             |
| 63 | 仙人指路       | xiān rén zhǐ lù            | L'immortale mostra la via                                          |
| 64 | 朝天一柱香     | cháo tiān yī zhù xiāng     | Un bastone d'incenso verso il cielo                                |
| 65 | 风扫梅花       | fēng săo méi huā           | Il vento spazza il fiore di prugna                                 |
| 66 | 牙笏势         | yá hù shì                  | Offrire la tavola votiva                                           |
| 67 | 抱剑归原       | bào jiàn guī yuán          | Riportare la spada nella posizione di partenza                     |